# 產熱素

產熱素（Thermogenin），被發現者稱為解偶聯蛋白，現在稱為解偶聯蛋白1（UCP1）是在棕色脂肪組織（BAT）線粒體中發現的解偶聯蛋白。它用於通過不發抖的生熱來產生熱量，並且在定量上對抵抗嬰兒的熱量損失做出了重要的貢獻，否則由於高表面積-體積比，會發生熱量損失。

## 外部連結
- Seaweed anti-obesity tablet hope （页面存档备份，存于） (BBC - Thermogenin mentioned as part of process)
- 醫學主題詞表（MeSH）：thermogenin